# F Tamandaré (F-200)
A F Tamandaré é uma fragata operada pela Marinha do Brasil e a primeira embarcação da Classe Tamandaré, a primeira de uma série de quatro navios, construída para a Marinha do Brasil, tendo seu batismo em 9 de agosto de 2024 e lançamento em 17 de agosto de 2024.
No dia seguinte à cerimônia de batismo, o Tamandaré foi transferido para o dique flutuante, nas instalações da Estaleiro Brasil Sul, em Itajaí, Santa Catarina, em manobra que durou cerca de 4 horas.
No sábado 17 de agosto de 2024 foi realizada a imersão controlada do dique flutuante, utilizando o sistema de lastro, resultando no Lançamento da Fragata Tamandaré ao mar pela primeira vez. Depois dessa etapa, a F200 será movimentada, com o apoio de rebocadores, para o cais, quando ocorrerá a instalação e o comissionamento de equipamentos, além dos testes necessários para, então, seguir para a prova de mar. A previsão de entrega do Navio à Marinha do Brasil é em dezembro de 2025.
Seu futuro comandante será o CF Gustavo Cabral Thomé.

## Desenvolvimento
Tamandaré faz parte do plano denominado Construção do Núcleo de Força Naval, idealizado em 2017 pelo governo brasileiro, com o objetivo principal de substituir as fragatas Niterói em operação desde 1975 e as Tipo 22 adquiridas em segunda mão do Reino Unido na década de 1990.
A configuração final de armamentos e sensores foi anunciada no dia 10 de junho de 2021. O navio está em construção pelo consórcio Águas Azuis composto pela ThyssenKrupp Marine Systems, Embraer Defesa & Segurança e Ministério da Defesa do Brasil, na cidade brasileira de Itajaí, no Estaleiro Brasil Sul, desde junho de 2021.

## Origem do nome
É o quarto navio a ostentar este nome na Marinha do Brasil, em homenagem a Joaquim Marques Lisboa, Almirante e Marquês de Tamandaré, Patrono da Marinha. 